# Glosli
Glosli är en tätort i Fredrikstads kommun i Østfold fylke i sydöstra Norge. Orten är belägen cirka sex kilometer sydöst om staden Fredrikstad.